# Jack and His Friends
Jack and His Friends es una película estadounidense de comedia de 1992, dirigida por Bruce Ornstein, que a su vez la escribió junto a Elle Kamihira, musicalizada por Daniel Freiberg, en la fotografía estuvo Dan Stoloff y los protagonistas son Paul Barry, Alison Fraser y Allen Garfield, entre otros. El filme se estrenó el 10 de septiembre de 1992.

## Sinopsis
Jack, de mediana edad, es dueño de una zapatería, pertenece a la clase media alta, esto implica una atractiva y exigente "esposa trofeo". En el momento que Jack se topa con Rosie y Louie, malhechores de poca monta que están prófugos, estos lo raptan para utilizar su casa de vacaciones como una guarida transitoria. Comienza un fin de semana rarísimo, repleto de declaraciones y replanteamientos.